# Елязигський землетрус (2010)
Елязигський землетрус 2010 — потужний землетрус, попередньо оцінений у 6 балів за шкалою Ріхтера, що стався в провінції Елязиг 8 березня 2010 о 02:32 UTC (04:32 місцевого часу в провінції Елязиг), на сході Туреччини.

## Людські жертви
За повідомленнями ЗМІ загинуло 57 осіб[неавторитетне джерело]. За пізнішими уточненнями кількість жертв склала 41 особа. Всі загиблі мешканці трьох сіл провінції Елязиг. Слідом за першим землетрусом в провінції Елязиг протягом дня було зареєстровано більше 40 підземних поштовхів, в тому числі три магнітудою 5,5, 5,1 і 5,3.